# Noctua peacocki
Noctua peacocki är en fjärilsart som beskrevs av Harrison 1937. Noctua peacocki ingår i släktet Noctua och familjen nattflyn. Inga underarter finns listade i Catalogue of Life.